# La vache Grosjean

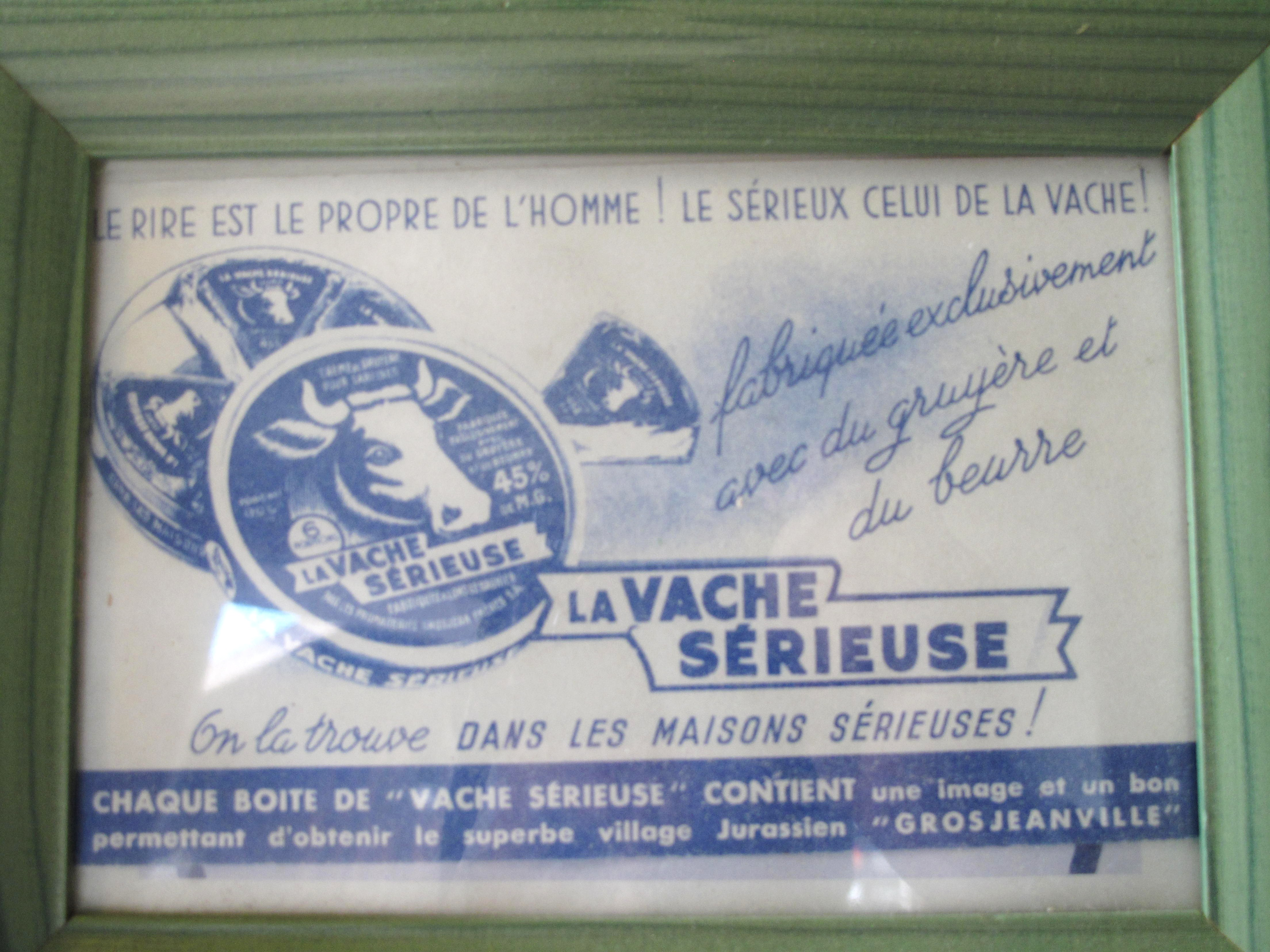
Publicité de la Vache Sérieuse.

La Vache Grosjean est une marque de fromage à pâte fondue (dénommé également « fromage fondu »), commercialisé sous feuille d'aluminium en portions individuelles. De 1926, année de sa création, jusqu'en 1959, le produit portait l'appellation La Vache sérieuse.

## Fabrication
Comme l'indique la brochure de présentation du produit, éditée vers 1968, il s'agit d'une « crème de gruyère fondu et fromage fondu pour tartine ». La vache Grosjean est initialement produite à partir de gruyère français et d'autres fromages auxquels s'ajoute du beurre. Ils sont fondus et cuits dans des malaxeurs chauffants et la pâte est ainsi mélangée avec des sels de fonte. Le produit fini ne nécessite pas de conservation au froid.

## Historique

### Création
La société des fromageries Grosjean Frères est créée en 1901 par Octave Grosjean, négociant en fromages à Pannessières et également propriétaire de nombreuses laiteries dans le Jura.

### Procès
En 1926, la société Grosjean lance un produit de fromage fondu alors appelé « La vache sérieuse », son slogan était alors :

« Le rire est le propre de l'homme ! Le sérieux celui de la vache ! La vache sérieuse. On la trouve dans les maisons sérieuses. »

La société Grosjean perd son procès en contrefaçon contre La vache qui rit en 1955, et doit changer le nom de sa marque en 1959, à la suite de la décision de la cour d'appel de Paris. Dès cette période le produit est commercialisé sous le nom de Vache Grosjean jusqu'à sa disparition.

### Fin de la marque
En 1969, les fromageries Grosjean sont reprises par le groupe suisse Nestlé, puis revendues en 1985 au groupe Lactalis qui met fin à l'existence de cette marque, afin d'éviter une concurrence inutile avec la marque de La vache qui rit, que le groupe détenait également (pour 24 % des parts), avec les fromageries Bel, producteur de cette dernière marque.

### Renaissance de la marque
La Vache Grosjean est à nouveau commercialisée dans la chaîne de magasins de l'enseigne de supermarchés français Grand Frais[réf. nécessaire], signant ainsi la renaissance de cette ancienne marque.

## Sites
L'ancienne saline de Montaigu, située près de la ville de Lons-le-Saunier, est utilisée par la société comme caves d'affinage jusqu'en 1975.